# James W. Christy

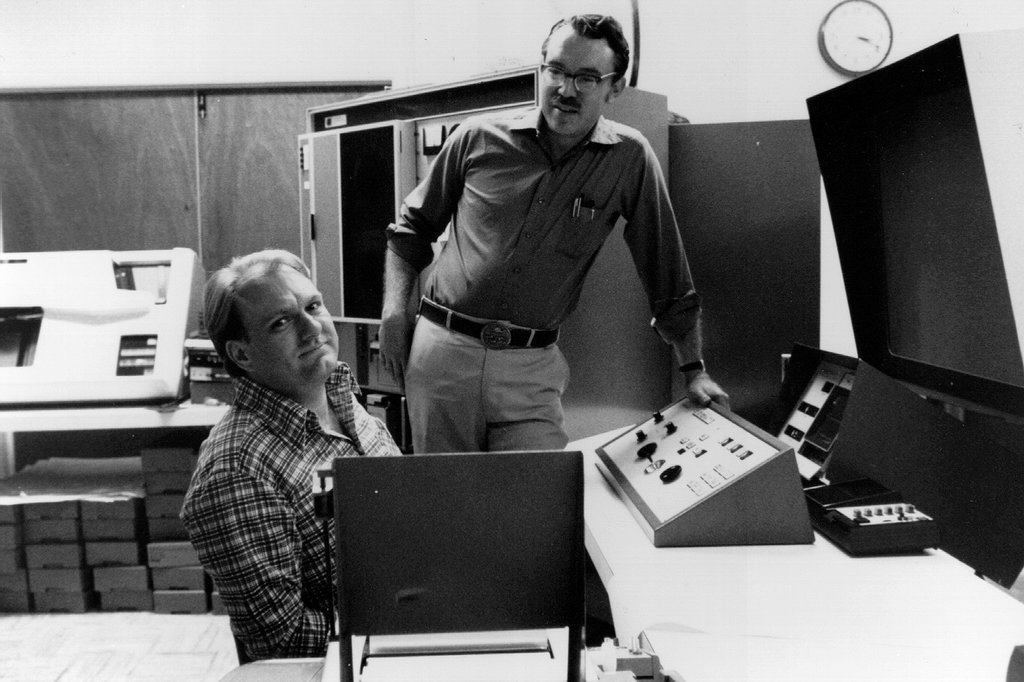
James Christy (izquierda) y Robert Harrington en 1978.

James Walter Christy (1938- ) es un astrónomo estadounidense. Trabajando en el Observatorio Naval de los Estados Unidos (USNO por sus siglas en inglés) descubrió en 1978 el primer y más grande satélite de Plutón, denominado Caronte.
Christy notó que algunas imágenes de Plutón aparecían alargadas, pero las estrellas en la misma imagen no. Después de examinar otras imágenes tomadas a lo largo del tiempo. La única posible explicación es que el fenómeno fuera causado por una luna desconocida orbitando Plutón.
Para confirmar el descubrimiento se observaron una serie de eclipses mutuos entre ambos cuerpos. Sobre la base de las observaciones previas se calcularon unas órbitas y se realizaron unas posteriores cuyo cumplimiento demostraba la existencia de esta luna.
Christy propuso el nombre Charon (término inglés para Caronte), haciendo referencia a Caronte, el barquero del río Estigia que lleva las almas al inframundo.
Con equipamiento más moderno, como el Telescopio espacial Hubble o telescopios terrestres que usen óptica adaptativa, es posible obtener imágenes separadas de Plutón y Caronte.
- Datos: Q315845
- Multimedia: James W. Christy / Q315845